# Yö
Yö est un groupe de rock finlandais fondé en 1981 et originaire de la ville de Pori.
La composition du groupe, même si elle a beaucoup changé au cours de son histoire, comprend depuis sa formation son chanteur Olli Lindholm.
Le groupe a 21 albums studio à son actif et six albums live.

## Discographie
- Varietee (1983)
- Joutsenlaulu (1984)
- Nuorallatanssija (1984)
- Myrskyn jälkeen (1985)
- Äänet (1986)
- Lanka palaa (1988)
- Toinen puoliaika (1989)
- Antaa soittaa (1991)
- Tänä yönä (1992)
- Kymmenes kevät (1993)
- Hyviä vuosia (1994)
- Satelliitti (1996)
- Pirstaleet (1997)
- 13. Yö (1999)
- Valo (2000)
- Rakkaus on lumivalkoinen (2003)
- Kuolematon (2005)
- Valtakunta (2007)
- Loisto (2009)
- Pelko ja rakkaus (2012)
- Hyvässä ja pahassa (2014)
- Puolet taivaasta – puolet helvetistä (2016)